# Baldwin (Florida)
Baldwin is een plaats (town) in de Amerikaanse staat Florida, en valt bestuurlijk gezien onder Duval County.

## Demografie
Bij de volkstelling in 2000 werd het aantal inwoners vastgesteld op 1634.
In 2006 is het aantal inwoners door het United States Census Bureau geschat op 1559, een daling van 75 (-4,6%).

## Geografie
Volgens het United States Census Bureau beslaat de plaats een oppervlakte van
5,5 km², geheel bestaande uit land. Baldwin ligt op ongeveer 26 m boven zeeniveau.

## Plaatsen in de nabije omgeving
De onderstaande figuur toont nabijgelegen plaatsen in een straal van 32 km rond Baldwin.